# La Zaida
La Zaida è un comune spagnolo di 584 abitanti situato nella comunità autonoma dell'Aragona.